# Guernica (Buenos Aires)
Guernica è un comune dell'Argentina, situato nella provincia di Buenos Aires.